# 카르디올리핀
카르디올리핀(영어: cardiolipin)은 미토콘드리아 내막의 중요한 구성 요소로 전체 지질 조성의 약 20%를 차지한다. IUPAC 이름은 1,3-비스(sn-3'-포스파티딜)-sn-글리세롤(영어: 1,3-bis(sn-3'-phosphatidyl)-sn-glycerol)이다. 카르디올리핀은 또한 대부분의 세균의 막에서도 발견할 수 있다. 카르디올리핀이라는 이름은 동물의 심장에서 처음으로 발견되었다는 사실에서 유래되었다.

## 같이 보기
- 인지질
- 글리세로인지질